# Neste Mundo
Neste Mundo (em inglês:  In This World) é um docudrama de 2002 dirigido pelo diretor britânico Michael Winterbottom. O filme segue a trajetória de dois jovens refugiados afegãos, Jamal Udin Torabi e Enayatullah, que escapam de um campo de refugiados no Paquistão e buscam uma vida melhor em Londres, Inglaterra. Como a viagem é ilegal, eles encaram perigos no caminho e precisam de propinas e contrabandistas para conquistar seu objetivo. O filme levou o Urso de Ouro no Festival Internacional de Cinema de Berlim.

## Enredo
Jamal e Enayatullah são refugiados afegãos em um campo em Pexauar, Paquistão. Viajam a Quetta, e dali para Taftan na fronteira com o Irã. Eles pagam traficantes de pessoas para ajudar em sua travessia. Em sua primeira tentativa, eles são parados pela polícia iraniana e mandados de volta ao Paquistão, mas conseguem na segunda tentativa. Eles viajam a Teerã e então para Macu, no Curdistão iraquiano, de onde eles atravessam uma cordilheira a pé para a Turquia. Em Istambul, eles encontram um grupo de outros imigrantes, e são levados à Itália em um container. Não há ventilação no container, e a maior parte dos viajantes, incluindo Enayatullah, morrem sufocados. Jamal sobrevive e vive na Itália por algum tempo. ele rouba a bolsa de uma mulher e compra uma passagem de trem para Paris. De lá, ele vai para o campo de refugiados de Sangatte e conhece um novo amigo, Yusef, com o qual ele atravessa o Canal da Mancha escondido em um caminhão. Chegando a Londres, ele liga para seu tio para informar sua chegada, mas avisa que Enyatullah "não está neste mundo". O filme termina com imagens de refugiados em Peshawar.

## Produção e estilo
O filme é filmado em estilo documentário mas é na verdade um filme de drama com atores não profissionais e diálogo improvisado. Os atores interpretam em geral versões ficcionais de si mesmos. Por exemplo, Jamal é realmente um refugiado afegão e o policial iraniano que o deporta com seu amigo de volta ao Paquistão é realmente um policial que está encenando seu trabalho cotidiano para as câmeras. Enayatullah era um mercante que foi contratado pelos produtores porque eles o consideraram "um cara legal". A produção mentiu para autoridades em diversos países para assegurar os direitos de filmagem, encontrando resistência governamental no Irã e no Paquistão. a maior parte do filme foi filmada in loco, mas as cenas dentro do campo de Sengatte foram filmadas na Inglaterra, pois a equipe do filme foi recebida hostilmente por habitantes franceses de uma vila próxima.
Após voltar ao Paquistão, Jamal Udin Torabi fez a viagem para Londres de verdade e pediu asilo político. Hoje, ele vive com uma família na zona sudeste de Londres, embora ele só tenha sido autorizado a permanecer em Londres até os seus 18 anos. Enayatullah usou sua parte do dinheiro resultante do filme para comprar um caminhão, e agora ele comanda um negócio de importação e exportação entre Cabul e Peshawar.